# Kristin Skjørten
Kristin Skjørten, född 10 september 1958, är en norsk kriminolog och rättssociolog. Hon är forskningsprofessor (forsker I) vid Nasjonalt kunnskapssenter om vold og traumatisk stress (NKVTS) och professor i rättssociologi vid Institutionen för offentlig rätt vid Juridiska fakulteten vid Universitetet i Oslo. Skjørten är expert på våld i nära relationer, vårdnadstvister, Barnkonventionen och barns rättigheter.
Hon är mag.art. i kriminologi från Universitetet i Oslo sedan 1986, med avhandlingen Når makt blir vold – en analyse av seksualisert vold i parforhold, och dr.philos. (fil.dr)  från 1993, med avhandlingen Voldsbilder i hverdagen – om menns forståelser av kvinnemishandling.